# Fascia cervical superficial
La fascia cervical superficial es una delgada capa de tejido conjuntivo subcutáneo que se encuentra a través de la dermis de la piel y la fascia cervical profunda. Esta contiene el músculo platisma, nervios cutáneos, vasos sanguíneos y vasos linfáticos. Esta fascia también contiene una variante cantidad de tejido adiposo, siendo esta la característica más representativa de esta fascia.
Algunos autores la consideran parte del panículo adiposo, y no una fascia como tal.